# Priscilla (filme)
Priscilla (bra/prt: Priscilla) é um filme ítalo-estadunidense de 2023, do gênero drama biográfico, dirigido e produzido por Sofia Coppola, e estrelado por Cailee Spaeny e Jacob Elordi. O roteiro da própria Coppola foi baseado no livro de memórias "Elvis and Me" (1985), de Priscilla Presley e Sandra Harmon.
A trama retrata a história de Priscilla Presley e seu perturbado relacionamento amoroso com o músico Elvis Presley, abordando seu estilo de vida luxuoso e a solidão que sentia ao estar envolvida com uma celebridade.
"Priscilla" estreou no 80.º Festival de Cinema de Veneza em 4 de setembro de 2023, e foi distribuído nos cinemas dos Estados Unidos com um lançamento limitado em 27 de outubro de 2023, antes de expandir amplamente sua distribuição em 3 de novembro de 2023. No Brasil, o filme foi exibido como a obra de encerramento do Festival do Rio em 14 de outubro de 2023, antes de ser distribuído nos cinemas em 4 de janeiro de 2024. Em Portugal, a produção foi lançada nos cinemas em 7 de março de 2024; já na Itália, foi distribuída nos cinemas em 27 de março de 2024.
Em alguns países, o filme foi lançado diretamente na MUBI para streaming em 1.º de março de 2024.
O filme obteve uma recepção geralmente positiva da crítica especializada, que elogiou amplamente a atuação de Spaeny, além de ter arrecadado mais de US$ 33 milhões mundialmente. Por seu desempenho, Spaeny recebeu uma indicação ao Globo de Ouro de melhor atriz.

## Enredo
Dois meses antes de Elvis Presley (Jacob Elordi), então com 24 anos, deixar a Alemanha em março de 1960, Priscilla Beaulieu (Cailee Spaeny), de 14 anos, morava com sua família em Bad Nauheim, na Alemanha Ocidental, onde seu padrasto servia no exército dos Estados Unidos. Durante uma festa na base, ela conhece Elvis, que havia sido convocado em 1958, no auge de sua carreira. Ele logo demonstra interesse por Priscilla, e os dois começam a se encontrar casualmente, apesar das preocupações dos pais dela com a diferença de idade e a fama do cantor. Depois de concluir seu serviço militar, Elvis volta para os Estados Unidos e perde o contato com Priscilla, deixando-a arrasada.
Em junho de 1962, Elvis restabelece contato com Priscilla e a convida para passar férias com ele em Memphis, Tennessee. Antes de irem para Las Vegas, ele deixa cartões-postais prontos para serem enviados aos pais dela por seu assistente. Após aproveitarem a viagem, Priscilla retorna à Alemanha. No ano seguinte, em 1963, Elvis, expressando seu amor, pede permissão aos pais dela para que Priscilla possa morar com seu pai, Vernon (Tim Post), e sua madrasta, Dee (Stephanie Moore), em Memphis, enquanto frequenta uma escola católica particular para meninas. Com a aprovação deles, Priscilla se muda para concluir o último ano do ensino médio.
Embora Priscilla aproveite o tempo que passa com Elvis em Graceland, ela se sente solitária quando ele viaja para Los Angeles para filmar. Durante esse período, ela cria laços com a avó paterna dele, Dodger (Lynne Griffin), e com os funcionários da casa. Após se formar, Priscilla visita Elvis e o confronta sobre os rumores de infidelidade com sua coestrela Ann-Margret, que ele diz serem apenas publicidade para o filme "Viva Las Vegas". Ela continua morando em Graceland até que ele a pede em casamento em 1966. Ao longo do relacionamento, Priscilla testemunha ataques do temperamento explosivo de Elvis, seguidos de arrependimento e justificativas. Ao longo dos anos, ela tenta despertar o interesse dele sexualmente, mas Elvis afirma que ela é muito jovem, eventualmente concordando em "fazer outras coisas" sexualmente.
Em maio de 1967, Elvis e Priscilla se casam em Las Vegas, e ela logo engravida, o que traz alegria a Elvis. No entanto, Priscilla se preocupa com a rapidez com que se tornarão pais e pergunta sobre os planos de viajarem a sós, ao que Elvis responde que pode ser feito depois. O uso contínuo dele de medicamentos prescritos, suas frequentes ausências e casos extraconjugais aumentam a tensão no casamento. Inesperadamente, ele sugere uma separação temporária, e Priscilla, que responde com indiferença, o surpreende. Em fevereiro de 1968, Priscilla dá à luz sua filha, Lisa Marie, enquanto Elvis se prepara para seu especial de retorno na NBC. Com o tempo, ele se torna cada vez mais distante, e os dois começam a viver vidas separadas.
Durante uma visita a Elvis em seu quarto de hotel após uma apresentação em 1973, Priscilla o encontra sob o efeito de drogas. Ele tenta seduzi-la, mas de uma forma que ela considera indesejável e incompatível com sua personalidade. Ao saber dos planos de divórcio dela, Elvis pergunta se ela está deixando-o por causa de outro homem, mas Priscilla responde que busca uma vida independente. Após uma visita a Graceland para se despedir dos funcionários da casa e da avó de Elvis, Priscilla parte enquanto vários fãs dele aguardam do lado de fora dos portões da propriedade.

## Elenco
- Cailee Spaeny como Priscilla Beaulieu Presley[24]
- Jacob Elordi como Elvis Presley[24]
- Dagmara Domińczyk como Ann Beaulieu, a mãe de Priscilla
- Ari Cohen como Capitão Beaulieu, o padrasto de Priscilla
- Tim Post como Vernon Presley, o pai de Elvis
- Lynne Griffin como Avó "Dodger", a avó de Elvis
- Daniel Beirne como Joe Esposito
- Rodrigo Fernandez-Stoll como Alan "Hog Ears"
- Dan Abramovici como Jerry Schilling
- R. Austin Ball como Larry Geller
- Olivia Barrett como Alberta, a cozinheira
- Stephanie Moore como Dee, a madrasta de Elvis
- Luke Humphrey como Terry West
- Evan Annisette como Mike Stone

## Produção

### Desenvolvimento
Em 12 de setembro de 2022, Sofia Coppola foi anunciada como a diretora de uma adaptação do livro de memórias "Elvis and Me" (1985), de Priscilla Presley, com Cailee Spaeny escalada para estrelar como Priscilla e Jacob Elordi como Elvis Presley. Quando questionada sobre o que a fez querer adaptar o livro de memórias de Priscilla para seu próximo longa-metragem, Coppola respondeu em uma entrevista: "Tenho o livro de memórias dela há anos e lembro de tê-lo lido há muito tempo. Uma amiga minha estava falando sobre ela recentemente e começamos a discutir o livro. Li novamente e fiquei realmente comovida com a história dela. Eu deveria começar um grande projeto sobre Edith Wharton que levaria cinco meses para ser filmado e parecia realmente assustador. Enfrentei alguns obstáculos, então decidi fazer um filme com uma ideia. Eu estava tão interessada na história de Priscilla e em sua perspectiva sobre como era crescer como uma adolescente em Graceland. Ela estava passando por todos os estágios da juventude em um mundo tão amplificado – meio parecido com Maria Antonieta".
Nos e-mails trocados com Coppola em setembro de 2022, e que foram posteriormente obtidos pela Variety, Lisa Marie Presley, que faleceu em janeiro de 2023, criticou como o roteiro do filme retratava seu pai, afirmando em uma mensagem: "Meu pai só aparece como um predador e manipulador. Como sua filha, eu não leio isso e vejo meu pai nesse personagem. Não leio isso e vejo a perspectiva de minha mãe sobre meu pai. Leio isso e vejo sua perspectiva chocantemente vingativa e desprezível e não entendo o motivo".

### Escolha de elenco
Quando questionada sobre o que fez de Cailee Spaeny a escolha certa para interpretar Priscilla, Coppola afirmou: "A personagem vai dos 15 aos 27 anos ao longo do filme, então ela tinha que ser capaz de atuar e envelhecer em um grande período de tempo. Foi muito importante para mim ter a mesma atriz interpretando Priscilla em diferentes estágios de sua vida, e acho que Cailee pode fazer isso. Ela é uma atriz tão forte e também parece muito jovem". Sobre a escalação de Jacob Elordi como Elvis, Coppola afirmou: "Achei que ninguém se pareceria com Elvis, mas Jacob tem o mesmo tipo de magnetismo. Ele é tão carismático e as garotas ficam loucas perto dele, então eu sabia que ele poderia interpretar esse tipo de ícone romântico. Mas estamos conversando antes mesmo de começarmos a filmar, então não posso me aprofundar muito nisso".

### Filmagens
As filmagens do filme foram iniciadas em Toronto, em 24 de outubro de 2022, e foram encerradas no início de dezembro daquele ano.

### Trilha sonora
A produção não conta com as músicas de Elvis Presley. O marido de Coppola, Thomas Mars, e sua banda, Phoenix, compuseram a trilha sonora. A dupla Sons of Raphael escreveu canções originais para o filme.
A trilha sonora contém 17 das 51 músicas que aparecem no filme. O single principal, "My Elixir", é um cover da banda Sons of Raphael de uma faixa do álbum "Alpha Zulu", lançado pela banda Phoenix em 2022. A trilha sonora foi lançada em 2 de novembro de 2023, sob os selos A24 Music e ABKCO Records. A crítica especializada elogiou tanto as escolhas anacrônicas das músicas quanto a trilha composta pela Phoenix.

## Lançamento
A estreia do filme aconteceu no 80.º Festival de Cinema de Veneza em 4 de setembro de 2023. A produção foi selecionada como a seleção de destaque do Festival de Cinema de Nova Iorque em 6 de outubro de 2023, e estreou no Canadá no 42.º Festival de Cinema de Vancouver no dia seguinte, em 7 de outubro.
Originalmente, a Stage 6 Films e Sony Pictures Releasing International cuidariam da distribuição do filme no resto do mundo. Mais tarde, a Sony largou o projeto após o espólio de Presley reter os direitos musicais. Posteriormente, a MUBI adquiriu os direitos de exibição do filme, distribuindo-o no Reino Unido, Irlanda, Alemanha, Benelux, Turquia, Índia e América Latina.
O filme foi distribuído nos cinemas dos Estados Unidos com um lançamento limitado em 27 de outubro de 2023, antes de expandir amplamente sua distribuição em 3 de novembro de 2023, pela A24. No Brasil, o filme foi exibido como a obra de encerramento do Festival do Rio em 14 de outubro de 2023, antes de ser distribuído nos cinemas em 4 de janeiro de 2024. Em Portugal, o filme foi lançado nos cinemas em 7 de março de 2024; já na Itália, foi distribuído nos cinemas em 27 de março de 2024, pela Vision Distribution.

### Mídia doméstica
O filme foi lançado nas plataformas digitais em 15 de dezembro de 2023, seguido por um lançamento em Blu-ray em 13 de fevereiro de 2024. Em alguns países, o filme foi lançado diretamente na MUBI para streaming em 1.º de março de 2024.

## Recepção

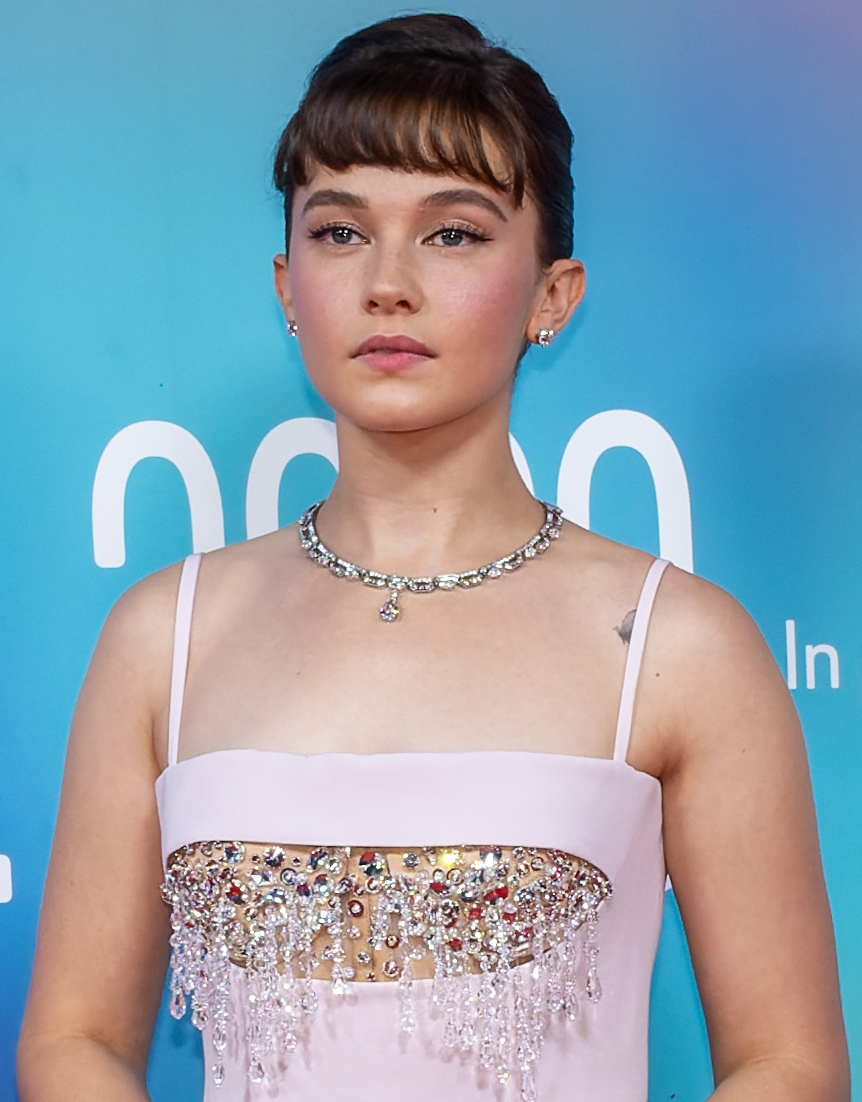
A atuação de Cailee Spaeny foi amplamente elogiada pela crítica especializada.

Em sua estreia em Veneza, o filme foi calorosamente aplaudido durante quase 8 minutos, recebendo uma ovação entusiástica do público.
A crítica especializada elogiou a escalação de Cailee Spaeny e Jacob Elordi, com alguns comentando que os atores destacam a grande disparidade de poder entre Priscilla e Elvis. Ben Kenigsberg, em sua crítica para o The New York Times, descreveu o desempenho de Spaeny como "sensível" e "proteico", enquanto Marlow Stern, para a Rolling Stone, escreveu: "Spaeny, que tem 25 anos, mas convence como uma adolescente, é uma maravilha absoluta, acertando na complicada mistura de emoções de Priscilla – o assombro de olhos arregalados e desejo juvenil, a apreensão e o medo – enquanto o Elvis de Elordi parece mais ancorado na realidade do que o rebolante de Austin Butler". Os críticos também elogiaram a produção por sua exploração de temas presentes nos filmes anteriores de Sofia Coppola, como o isolamento da fama, a feminilidade e o "privilégio sem poder".
Stern adicionou: "Você não poderia pedir por uma pessoa melhor para lidar com esse material do que Coppola, que não é estranha a retratar protagonistas femininas jovens e os homens poderosos que gostam de mantê-las trancadas em gaiolas douradas, seja no Park Hyatt Tokyo, no Chateau Marmont, no Palácio de Versalhes ou em Graceland. Como filha de Francis Ford Coppola, ela viveu isso e está singularmente preparada para mostrar como é colocar um homem grande e falho em um pedestal apenas para ver esse pedestal quebrar". Ele concluiu dizendo que o filme é "uma jornada envolvente e comovente ao coração sombrio da celebridade, e [é] o melhor filme de Coppola desde Lost in Translation".
Alison Willmore, para o Vulture, escreveu: "A maravilha de Priscilla está em sua dupla consciência, como ele é capaz de nos imergir na perspectiva agradável de um banho de espuma de uma adolescente vivenciando um surpreendente episódio de realização de desejos e, ao mesmo tempo, sempre nos permitir apreciar o quão perturbador é o que está acontecendo de fato". Ela também observou: "Priscilla é uma fantasia adolescente e não funcionaria sem reconhecer a inebriante sensação de ser cortejada pelo homem mais famoso do país, embora seja significativo que o filme pareça mais superficial e apressado à medida que sua personagem principal se cansa dos atos e da compartimentação de seu marido dentro de sua vida e percebe que consegue resistir".

Cartaz promocional do filme.

Anthony Lane, em sua crítica para a revista The New Yorker, escreveu: "Apontar que Priscilla é superficial, ainda mais do que os outros filmes de Coppola, não é uma crítica, porque as superfícies são o seu tema. Ele examina a pele do mundo observável sem presumir buscar a carne por baixo, e esta última obra é uma aglomeração de coisas — compras, ornamentos e texturas. Vemos uma variedade de trajes, escolhidos por Elvis para sua esposa, cada um carinhosamente acessorizado com uma arma. Close-ups contam a história: dedos dos pés descalços, no início, afundando profundamente na pelúcia de um tapete; cílios postiços e bibelôs de porcelana; uma única pílula (a primeira de muitas) que Elvis coloca na palma da mão de Priscilla, como se fosse uma hóstia da comunhão; e uma mini-esfinge, dourada e ridícula, que vislumbramos enquanto ela eventualmente foge de Graceland. Se ela ficar lá por mais tempo, sendo a Sra. Presley, ela também se tornará apenas uma coisa".
Justin Chang, em sua crítica para o Los Angeles Times, escreveu: "Há muito mais na história de Priscilla Presley deixada sem contar aqui: maternidade (Lisa Marie aparece brevemente aqui, em idades diferentes), sua própria infidelidade, seus futuros romances, sua amizade com Elvis até sua morte em 1977, sua carreira cinematográfica, os filmes The Naked Gun ... Mas com uma naturalidade penetrante, Coppola encerra este filme, o mais forte dela em mais de uma década, no momento certo: quando um sonho finalmente morre e a emoção desaparece de verdade".
Nicholas Barber, da BBC Culture, considerou-o um "retrato discreto e não julgador" de Priscilla, o que contrastava fortemente com o tom da narrativa de Baz Luhrmann sobre a história de Elvis em "Elvis" (2022). Comentando sobre os filmes de Coppola e Luhrmann, Anthony Lane disse: "Eu argumentaria que precisamos de ambos os filmes: o ato frenético de adoração do ano passado e agora essa resposta irreverente, ainda mais poderosa por ser tão quieta e pequena".
A cineasta Jane Campion elogiou o filme, dizendo: "Não se deixem enganar pela aparente suavidade da visão de Sofia Coppola ou pela sensibilidade gentil de seu olhar, é apenas que Sofia adota uma abordagem suave para entregar algo forte. Há tanta audácia, risco e rigor na direção de Sofia, tanta confiança radical que assusta cineastas menos capazes".
No site agregador de críticas Rotten Tomatoes, 84% das 300 resenhas dos críticos são positivas, com uma classificação média de 7,3/10. O consenso do site diz: "Com a performance de Cailee Spaeny no papel principal liderando o caminho, Priscilla vê Sofia Coppola dando uma olhada terna, mas perspicaz, na mistura muitas vezes tóxica criada pela combinação de primeiro amor e fama". O Metacritic, que usa uma média ponderada, atribuiu ao filme uma pontuação de 79 em 100, baseado em 59 críticos, indicando críticas "geralmente favoráveis". O público entrevistado pelo PostTrak deu ao filme uma pontuação positiva de 71%, com 50% dizendo que definitivamente o recomendariam.

### Bilheteria
De acordo com os registros da A24, o filme arrecadou US$ 20.960.939 nacionalmente e US$ 12.151.123 no exterior, totalizando US$ 33.112.062 mundialmente.
O filme arrecadou US$ 132.149 de quatro cinemas em seu fim de semana de estreia, com uma média de US$ 33.034 por local. Expandindo para 1.344 cinemas em seu segundo fim de semana, o filme arrecadou US$ 5,1 milhões, ficando em quarto lugar nas bilheterias. Em seguida, arrecadou US$ 4,8 milhões de 2.361 cinemas em seu terceiro fim de semana. A produção, que conquistou US$ 2,3 milhões em seu quarto fim de semana, tornou-se o segundo filme de Coppola com maior arrecadação no mercado nacional ao conquistar US$ 16,9 milhões.
Durante seu primeiro fim de semana no Reino Unido e na Irlanda, o filme terminou em sexto lugar nas bilheterias. A produção arrecadou £ 1,4 milhão durante sua primeira semana completa nos cinemas, incluindo £ 643.800 do fim de semana.

## Prêmios e indicações
| Ano  | Cerimônia                                              | Categoria                                         | Indicado                                                    | Resultado  | Ref.          |
| ---- | ------------------------------------------------------ | ------------------------------------------------- | ----------------------------------------------------------- | ---------- | ------------- |
| 2023 | Festival de Cinema de Veneza                           | Leão de Ouro                                      | Sofia Coppola                                               | Indicada   | [ 59 ]        |
| 2023 | Festival de Cinema de Veneza                           | Coppa Volpi de melhor atriz                       | Cailee Spaeny                                               | Venceu     | [ 60 ] [ 61 ] |
| 2023 | Mill Valley Film Festival                              | Melhor direção                                    | Sofia Coppola                                               | Venceu     | [ 62 ]        |
| 2023 | Middleburg Film Festival                               | Melhores colaboradores                            | Sofia Coppola & Stacey Battat                               | Venceu     | [ 63 ]        |
| 2023 | Gotham Awards                                          | Melhor atuação principal                          | Cailee Spaeny                                               | Indicada   | [ 64 ]        |
| 2023 | Prêmios da Associação de Críticos de Cinema de Chicago | Melhor figurino                                   | Stacey Battat                                               | Indicada   | [ 65 ]        |
| 2023 | St. Louis Film Critics Association                     | Melhor figurino                                   | Stacey Battat                                               | Indicada   | [ 66 ]        |
| 2023 | Dublin Film Critics' Circle                            | Melhor filme                                      | "Priscilla"                                                 | 10.º Lugar | [ 67 ]        |
| 2023 | North Texas Film Critics Association                   | Melhor atriz                                      | Cailee Spaeny                                               | Indicada   | [ 68 ]        |
| 2023 | Prêmios do Círculo dos Críticos de Cinema da Flórida   | Melhor destaque                                   | Cailee Spaeny                                               | Indicada   | [ 69 ]        |
| 2024 | Alliance of Women Film Journalists                     | Melhor atriz revelação                            | Cailee Spaeny                                               | Indicada   | [ 70 ]        |
| 2024 | Globo de Ouro                                          | Melhor atriz em filme dramático                   | Cailee Spaeny                                               | Indicada   | [ 23 ] [ 71 ] |
| 2024 | Seattle Film Critics Society Awards                    | Melhor figurino                                   | Stacey Battat                                               | Indicada   | [ 72 ]        |
| 2024 | Prêmios Critics' Choice Movie                          | Melhor penteado e maquiagem                       | "Priscilla"                                                 | Indicado   | [ 73 ]        |
| 2024 | AARP Movies for Grownups Awards                        | Melhor cápsula do tempo                           | "Priscilla"                                                 | Indicado   | [ 75 ] [ 76 ] |
| 2024 | London Film Critics' Circle                            | Revelação do ano                                  | Cailee Spaeny                                               | Indicada   | [ 77 ]        |
| 2024 | Prêmios Satellite                                      | Melhor atriz em filme de comédia ou musical       | Cailee Spaeny                                               | Indicada   | [ 78 ]        |
| 2024 | Prêmios People's Choice                                | Estrela de cinema dramática do ano                | Jacob Elordi                                                | Indicado   | [ 79 ]        |
| 2024 | Artios Awards                                          | Melhor filme dramático de estúdio ou independente | Nicole Daniels, Courtney Bright, John Buchan & Jason Knight | Indicado   | [ 80 ]        |

## Mídia doméstica
"Priscilla" foi lançado nas plataformas digitais em 15 de dezembro de 2023, seguido por um lançamento em Blu-ray em 13 de fevereiro de 2024. Nos Estados Unidos, a produção foi lançada na Max em 23 de fevereiro de 2024, e disponibilizada exclusivamente em alguns países na plataforma MUBI para streaming em 1.º de março de 2024.